# Max Raabe
Max Raabe, właśc. Matthias Otto (ur. 12 grudnia 1962 w Lünen, Niemcy) – niemiecki wokalista, lider orkiestry Palast Orchester. Specjalizuje się wraz ze swoim zespołem w odtwarzaniu nastroju utworów niemieckich z lat 20. i 30. XX wieku oraz z przewrotnych i dwuznacznych interpretacji piosenek kabaretowych z epoki weimarskiej, aranżacji w dawnym stylu współczesnych amerykańskich przebojów. Znany ze swojego ironicznego poczucia humoru i dystansu do muzyki filmowej i rozrywkowej.
Oprócz utworów z tej epoki (np. z repertuaru Comedian Harmonists), zespół słynie z rearanżacji współczesnych przebojów w dawnym stylu, co w połączeniu z groteskową interpretacją wokalną Raabego, stawia te utwory na granicy ich parodii. W dyskografii znajdują się rearanżacje takich przebojów jak: Oops, I did it again (Britney Spears), Around the world (la la la) (ATC), Angel (Shaggy), Blue (da ba dee) (Eiffel 65), Kiss (Prince), Let's talk about sex (Salt-n-Pepa), Mambo No. 5 (Lou Bega), Sex Bomb (Tom Jones), We Will Rock You (Queen) i wiele innych.
W 1999 zagrał w Operze za trzy grosze Bertholta Brechta, u boku Niny Hagen.
Występował także na weselu Marilyna Mansona i Dity Von Teese w irlandzkim zamku Gottfrieda Helnweina, 3 grudnia 2005.